# تلیهیگالا
تلیهیگالا (به لاتین: Telihigala) یک منطقهٔ مسکونی در سری‌لانکا است که در استان مرکزی (سری‌لانکا) واقع شده‌است.